# Zsigmond Czakó
Dans le nom hongrois Czakó Zsigmond, le nom de famille précède le prénom, mais cet article utilise l’ordre habituel en français Zsigmond Czakó, où le prénom précède le nom.
Zsigmond Czakó (Dés, aujourd'hui Dej, 20 juin 1820 - Pest, 14 décembre 1847) était un acteur et écrivain hongrois.
Il a étudié la philosophie et le droit à Kolozsvár et à Nagyenyed (aujourd'hui Cluj-Napoca et Aiud) et travaillé pour le théâtre national de son pays.

## Œuvres principales
- Kalmár és tengerész (1844)
- Szent László és kora (1844)
- Végrendelet (1845)
- Leona (1846)
- János lovag (1847)
- Könnyelműek (1847)
- Összes munkái (Redaktis József Ferenczy, I-II, Bp., 1883-1884).

## Sources
- Magyar Életrajzi Lexikon